# شیرینی مومیایی انسان

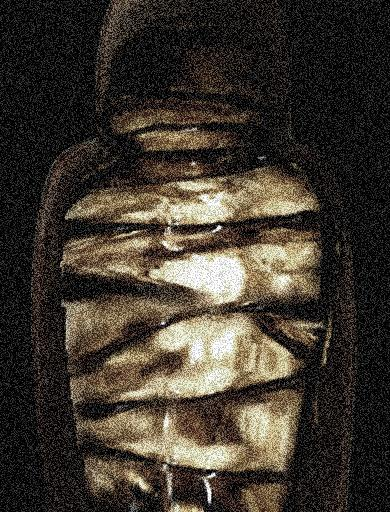
یک مومیایی خوابانده شده در عسل (تصور هنری)

شیرینی مومیایی انسان (به انگلیسی: human mummy confection، یا mellified man)، دارویی افسانه‌ای است که با خواباندن جسد انسان در عسل درست می‌شده‌است. از این دارو در منابع طب چینی نام برده شده‌است، به خصوص در کتاب پن تسائو کانگ مو اثر پزشک و داروساز چینی، لی شیزن. لی در کتاب خود گزارش می‌کند که در شبه‌جزیره عربستان بعضی از افراد مسن در نزدیکی فرارسیدن زمان مرگشان به صورت داوطلبانه برای تولید این دارو، تن به مومیایی شدن در عسل می‌دادند.
آغاز فرایند ایدئال ساخت این دارو پیش از مرگ اهدا کننده است. اهدا کننده هیچ چیزی به غیر از عسل نمی‌خورد و حتی باید در عسل حمام می‌کرد. در مدت زمان کوتاهی پس از شروع این فرایند، مدفوع او (و بر اساس افسانه، حتی عرق او) تنها از عسل تشکیل می‌شده‌است. هنگامی که اهدا کننده سرانجام در اثر این فرایند جان خود را ازدست می‌داد، بدن او را درون تابوتی سنگی قرار می‌دادند و آن را با عسل پُر می‌کردند.
پس از گذشت حدود صد سال، مواد درون تابوت به ماده‌ای شیرینی مانند تبدیل می‌شده‌اند؛ که ادعا می‌شده می‌تواند شکستگی استخوان و بیماری‌های بسیاری را درمان کند.

## ریشه‌ها
نخستین بار تاریخ‌شناس یونانی، هرودوت، دربارهٔ این فرایند در کتاب خود نوشت. او گزارش کرد که آشوری‌ها مردگان خود را با عسل مومیایی می‌کردند. یک سده بعد گزارش شد که پیکر اسکندر در تابوتی پر شده از عسل قرارداده شده‌است. همچنین نشانه‌هایی وجود دارد که نشان می‌دهد مصری‌ها نیز با این عمل آشنایی داشتند.
گزارش دیگری نیز از مومیایی انسان در فارماکوپه پن تسائو کانگ مو نوشته لی شیزن (بخش ۵۲، انسان به‌عنوان دارو) وجود دارد. لی نقل‌قولی در کتاب چوگِنگ‌لو (輟耕錄) از دانشمند یوآنی تائو زانگی (陶宗儀) یا تائو جیوچنگ (陶九成) را روایت می‌کند.
به‌گفته [جیوچنگ] در [چوگِنگ‌لو]، در سرزمین اعراب مردان ۷۰ یا ۸۰ ساله‌ای هستند که حاضرند بدنشان را برای نجات دیگران بدهند. چنین فردی دیگر چیزی نمی‌نوشد و نمی‌خورد؛ تنها حمام می‌کند و کمی عسل و می‌خورد. پس از یک ماه مدفوعش چیزی جز عسل نخواهدبود و سرانجام مرگش فرامی‌رسد. سپس بدن او را درون تابوتی سنگی پر از عسل می‌گذارند؛ با سنگ‌نوشته‌ای از سال و ماه خاکسپاری. پس از یک سده مهر و موم تابوت باز می‌شود و مقدار موردنیاز از ترکیبی که تشکیل‌شده برای درمان زخم‌ها و شکستگی‌های بدن و اندام‌ها استفاده می‌شود. گرچه این در آنجا کمیاب است مردم به آن مرد مومیایی‌شده در عسل یا به زبان خودشان «مونایء» می‌گویند. از آقای [تائو]، من خود نمی‌دانم آیا این افسانه حقیقت دارد یا خیر. به‌هر روی من این را برای توجه به آموخته‌ها اضافه می‌کنم.
به‌گفته تاریخ‌شناسان طب چینی جوزف نیدهام و لو گوی جن، این مضمون عربی است اما با سنتی برمه‌ای که در آن بدن راهبان بودایی بزرگ را در عسل نگهداری می‌کردند، ترکیب شده‌است. ماری روچ در کتابش زندگی‌های عجیب و غریب اجساد انسان می‌نویسد که لی شیزن «مراقب است که اشاره کند به‌طور قطع نمی‌داند آیا داستان شیرینی مومیایی انسان حقیقت دارد یا نه.»

## ویژگی‌های فیزیکی عسل
عسل در مراسم‌های خاکسپاری در فرهنگ‌های گوناگون استفاده می‌شده‌است راهبان برمه ای پیکر راهبان بزرگ را پس از مرگ در تابوتی پرشده از عسل قرار می‌دهند. انسان‌ها از عسل حداقل برای بیش از ۲٬۷۰۰ سال برای درمان بیماری‌های گوناگون استفاده کرده‌اند. اما امروزه ویژگی ضد باکتریایی و ضدعفونی عسل از راه شیمیایی توضیح داده شده‌است. همچنین عسل ماندگاری بالایی دارد و حتی در مواردی تا سده‌ها باقی مانده‌است.
ویژگی ضد باکتری عسل نتیجه فعالیت کم‌آب است که سبب اثر اسمز، هیدروژن پراکسید و اسیدیته بالا می‌شود. ترکیبی اسیدی‌بودن، نم‌بینی و ویژگی ضد باکتری عسل سبب‌شده تا این ماده برای مومیایی کردن مردگان به‌کار رود؛ گرچه اسناد معتبری در تأیید مؤثر بودن آن وجود ندارد.

## درمان‌های پزشکی مشابه

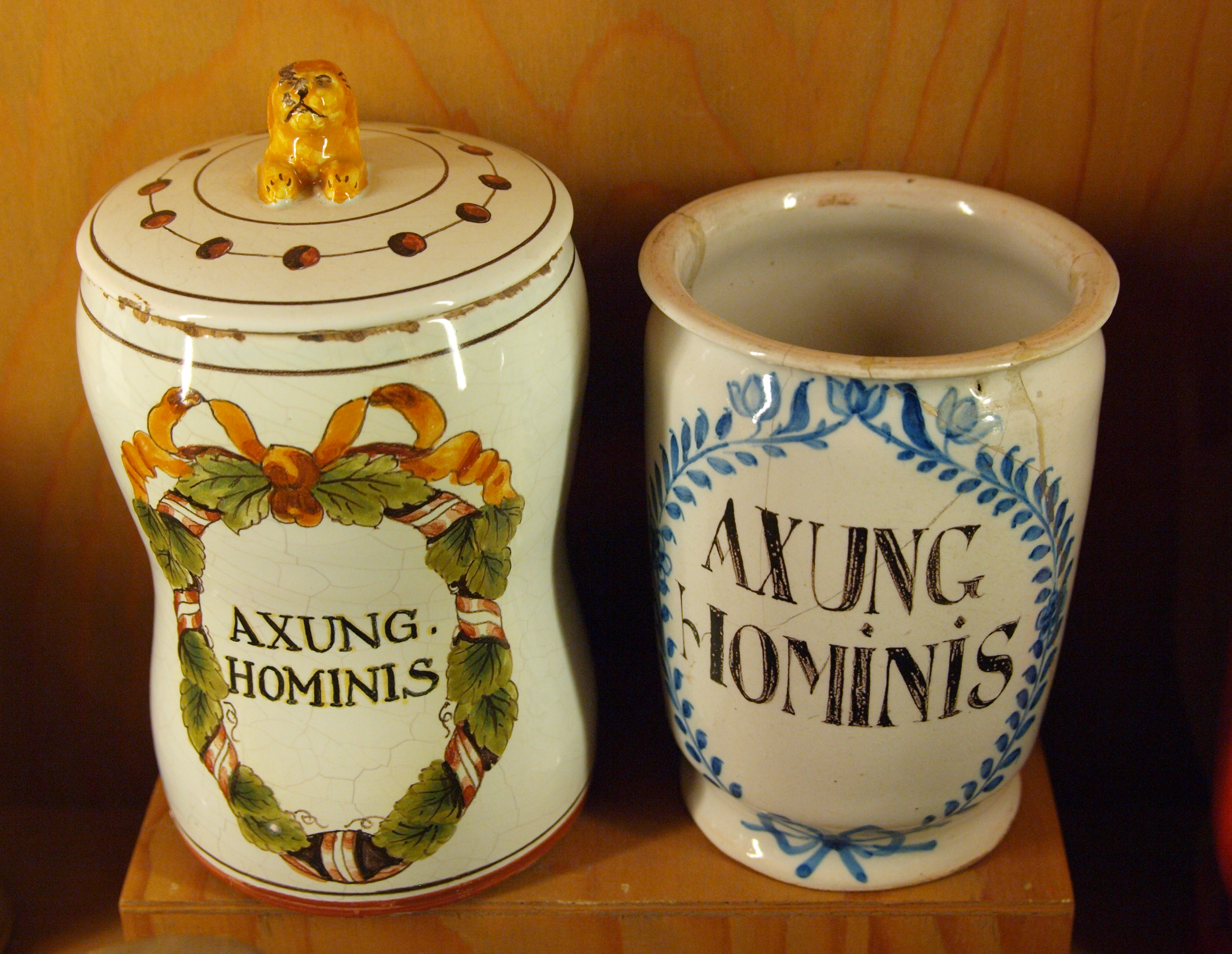
دو ظرف داروسازی برای نگهداری چربی انسان، مربوط به سده ۱۷ یا ۱۸ میلادی.

هم فارماکوپههای چینی و هم اروپایی از داروهایی که منشأ انسانی دارند سخن گفته‌اند؛ مانند ادرار درمانی و استفاده از شیر مادر. ماری روچ در کتاب خود با نام زندگی‌های عجیب و غریب اجساد انسان می‌نویسد که استفاده پزشکی از مومیایی‌ها و جزئیات فروش قطعه‌های واقعی و تقلبی آن‌ها در اروپا، در کتاب‌های پزشکی اروپایی مربوط به سده ۱۷ و ۱۸ میلادی آورده شده‌است؛ «اما پیکرهای اهدا کنندگان تنها در شبه‌جزیره عربستان یافت می‌شدند».
استفاده از مومیایی‌ها در قرون وسطا و تا سده ۱۸ میلادی متداول بود. از مومیایی‌ها نه تنها برای مصارف پزشکی، بلکه به به‌جای کود و حتی رنگ هم استفاده می‌شده‌است. استفاده از پیکر بی‌جان و اعضای بدن انسان به عنوان دارو به دوران امپراتوری روم بازمی‌گردد؛ که در آن دوران از خون گلادیاتورهای مرده برای درمان صرع استفاده می‌کردند.
برنارد رید در کتابش به ارتباطی میان درمان‌های پزشکی اروپایی قرون وسطایی با درمان‌های پزشکی در چین و خاورمیانه اشاره می‌کند
نظریه‌های مبتنی بر به‌کارگیری از باقی‌مانده‌های بدن انسان، که در اعراب به‌وسیله ابن سینا و در چین از طریق پن تسائو کانگ مو بیان شده‌اند، اشتراکات زیادی با یکدیگر دارند. اگر مطالعه گسترده‌ای از ابن سینا یا اروپایی‌هایی که نوشته‌های خود را بر اساس پزشکی عربی پایه‌گذاری کرده‌بودند انجام شود، مزاج، اندام‌های حیاتی تنفس، گردش مواد و موارد بی‌شمار دیگری بهتر درک خواهندشد. کاربردهای گوناگون متداولی در جهان متمدن وجود داشته‌است؛ [نیکلاس] لمری همچنین شیر زن را برای درمان التهاب چشم و مدفوع را برای درمان زخم توصیه می‌کرد. جمجمه، مغز، خون، ناخن و «همه اعضای بدن انسان» در اروپا قرن شانزدهم مورد استفاده قرار می‌گرفت.